# Grotte dell'Arco

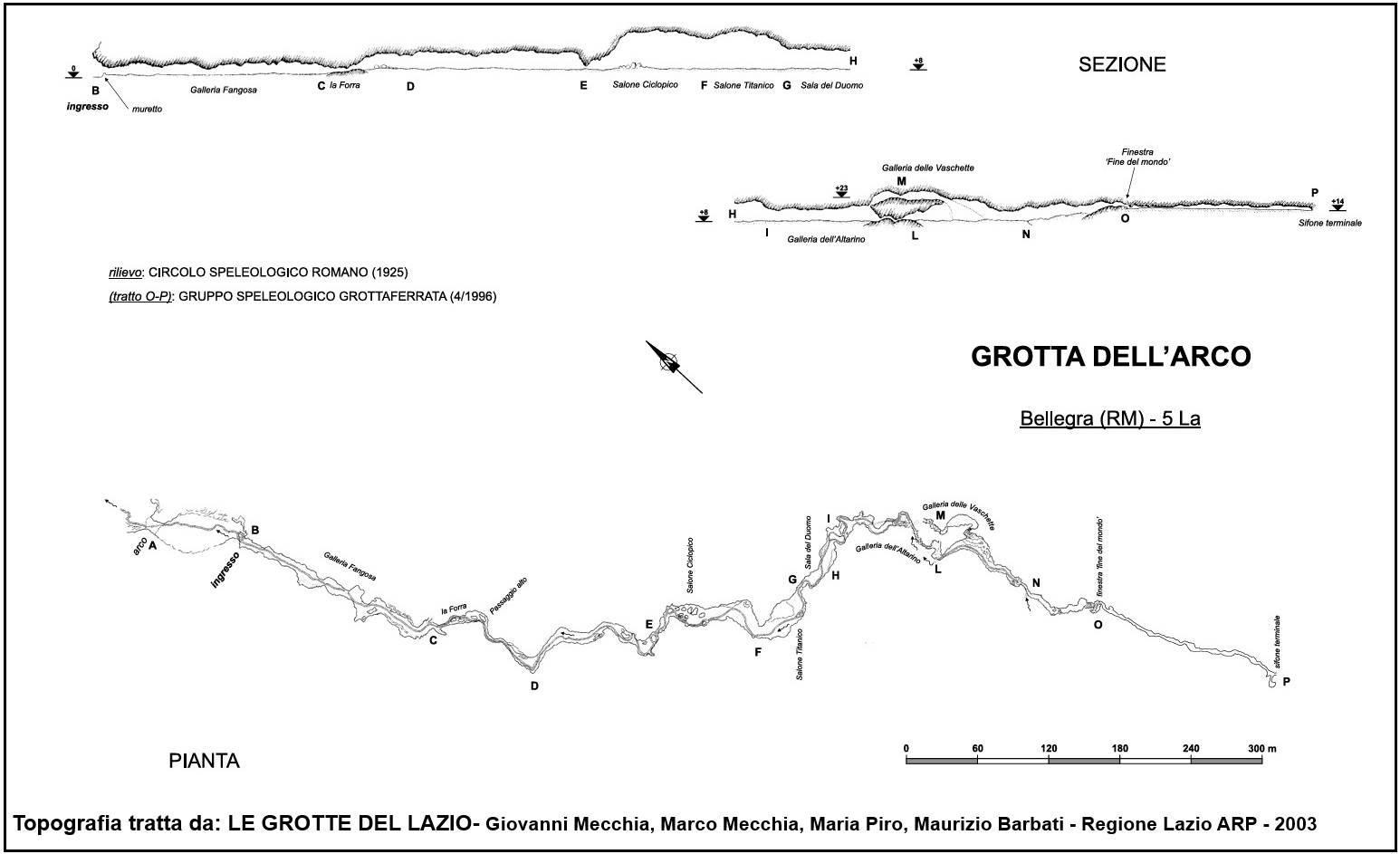
Mappa Grotta dell'Arco-(Le Grotte del Lazio-Regione Lazio,2003).

## Descrizione
La Grotta dell'Arco si sviluppa in lunghezza per circa 1.000 m. e si estende per 34 ettari.
È denominata “Grotta dell'Arco” perché ad una trentina di metri più a valle della sua entrata, si trova un arco naturale di pietra.
La Grotta dell'Arco presenta numerose formazioni calcaree come stalattiti e stalagmiti, e altre forme di concrezionamento; il corso d’acqua che la percorre forma per lo più stagionalmente pozze e laghetti e vi è possibile l'osservazione della fauna di grotta, in particolare chirotteri, anfibi e ancora micro e mesofauna caratteristica di tali ecosistemi ipogei.
Lo sviluppo morfologico di questa grotta è caratterizzato da una galleria di circa un km di lunghezza, percorsa per gran parte dal deflusso idrico di una sorgente carsica emergente nella parte terminale interna della cavità, alimentata internamente verso monte da un sistema carsico secondario di reti di condotte principali e di fessurazioni minori secondarie.
Il torrente sotterraneo anticamente faceva da serbatoio di acqua per un mulino, detto nel dialetto locale “Mola”.
La Grotta si può suddividere in tre tratti:
1. Il tratto iniziale è composto da una prima galleria fangosa lunga 190 metri alta dai 7 ai 10 metri, e da una seconda galleria lunga circa 80 metri ed alta dai 12 ai 15 metri, facilmente attraversabili con una passerella.
2. Il tratto mediano è composto da una galleria lunga 150 metri, avente un'altezza media di 20 metri e tre saloni: il salone ciclopico, il salone titanico e la sala del duomo.
3. Il tratto terminale è composto dalla galleria dell'altarino e dalla galleria terminale, entrambi questi tratti sono visitabili esclusivamente da speleologi attrezzati.

Nel 1999 sono stati rinvenuti due gruppi di pitture rupestri (un gruppo di figure rosse ed uno a figura nera), attribuite al periodo eneolitico, e di resti paleontologici che arricchiscono l'importanza scientifica della grotta.
La grotta è parzialmente attrezzata con un percorso turistico consistente in una passerella protetta e  illuminazione interna, ed è visitabile tramite gite organizzate a cura dell’amministrazione comunale.